# Thörl
Thörl é um município da Áustria, situado no distrito de Bruck-Mürzzuschlag, no estado da Estíria. Tem 166,46 km² de área e sua população em 2019 foi estimada em 2.267 habitantes.